# Hermann Fabini
Hermann Fabini (* 8. Oktober 1938 in Kronstadt) ist ein rumänischer Architekt und liberaler Politiker siebenbürgisch-sächsischer Herkunft.

## Ausbildung und Beruf
Fabini verbrachte seine Kindheit in Bușteni und besuchte Schulen an verschiedenen Orten in Siebenbürgen. Nach Erlangung der Hochschulreife 1955 studierte er bis 1962 Architektur in Bukarest. Von 1962 bis 1968 arbeitete Fabini als Architekt in Mediasch, anschließend war er bis 1971 bei der Evangelischen Kirche A.B. in Rumänien beschäftigt. Danach arbeitete er für die rumänische Denkmalschutzbehörde in Bukarest und bei einem städtischen Betrieb in Hermannstadt. Zwischen 1989 und 1990 war er Kulturreferent bei der Evangelischen Kirche A.B. Seit 1990 führt Fabini sein eigenes Architekturbüro in Hermannstadt.
Seit 1965 ist Fabini maßgeblich an der Restaurierung und Sanierung historischer Bauten in Siebenbürgen beteiligt. So wirkte er an der Restaurierung der Hermannstädter Altstadt Ende der 1980er Jahre und bei der Instandhaltung zahlreicher Kirchenburgen mit. Hervorzuheben ist die Sanierung der Kirchenburg Birthälm, die seit 1993 zum UNESCO-Weltkulturerbe gehört. Für die Restaurierung wurde Fabini mit dem Europa-Nostra-Preis ausgezeichnet. Zu den von ihm wieder instand gesetzten Gebäuden gehören ferner u. a. das Brukenthal-Palais und die Stadtpfarrkirche (Hermannstadt), die Margarethenkirche (Mediaș) sowie die Schwarze Kirche (Brașov).
1978 wurde Fabini zum gotischen Wohnbau in Siebenbürgen promoviert. Die Dissertation wurde 1983 in Bukarest und 1989 auch im westlichen deutschen Sprachraum veröffentlicht. Er ist Mitglied des wissenschaftlichen Rates der europäischen Denkmalpflegeorganisation Europa Nostra.

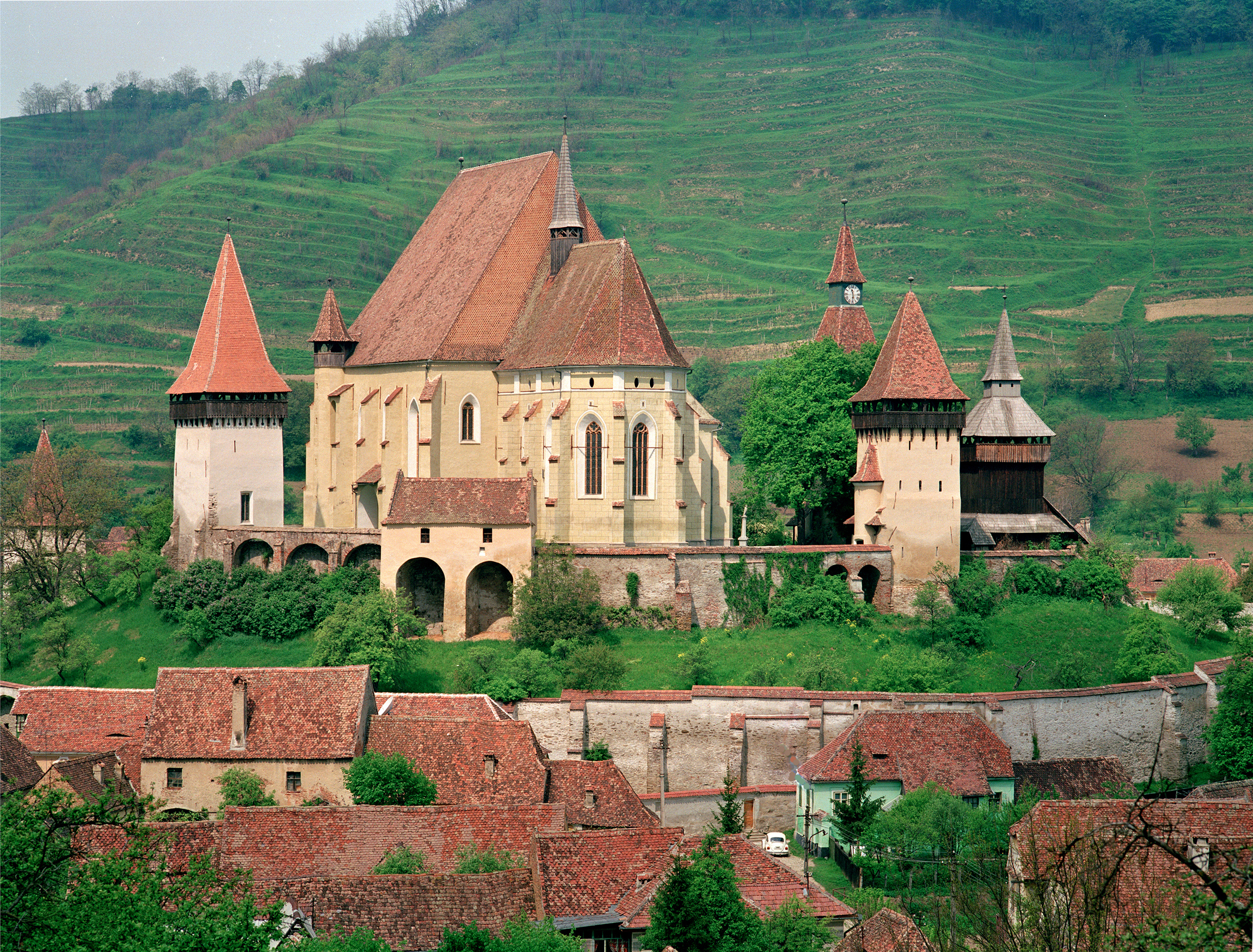
Kirchenburg Birthälm
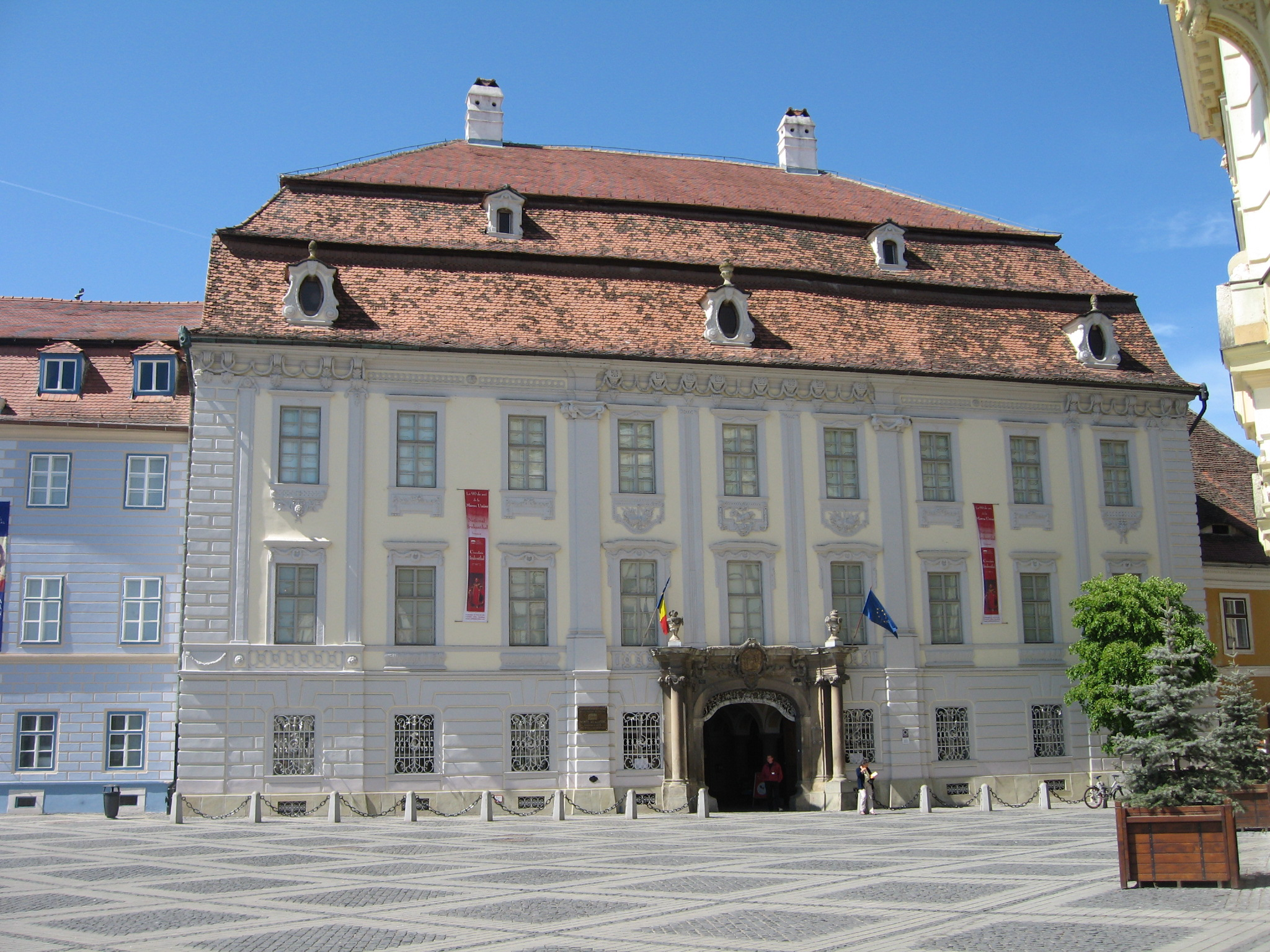
Brukenthal-Palais, Hermannstadt
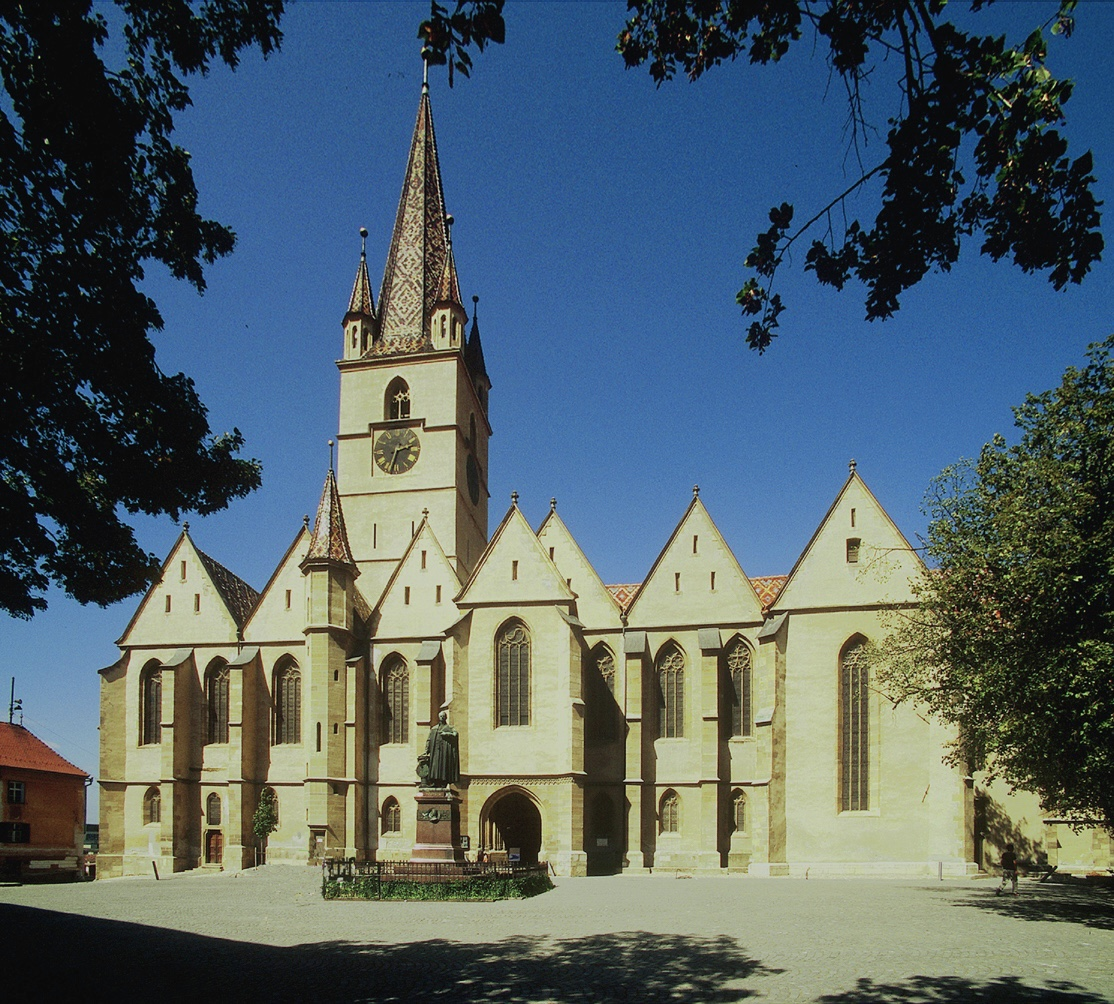
Stadtpfarrkirche, Hermannstadt
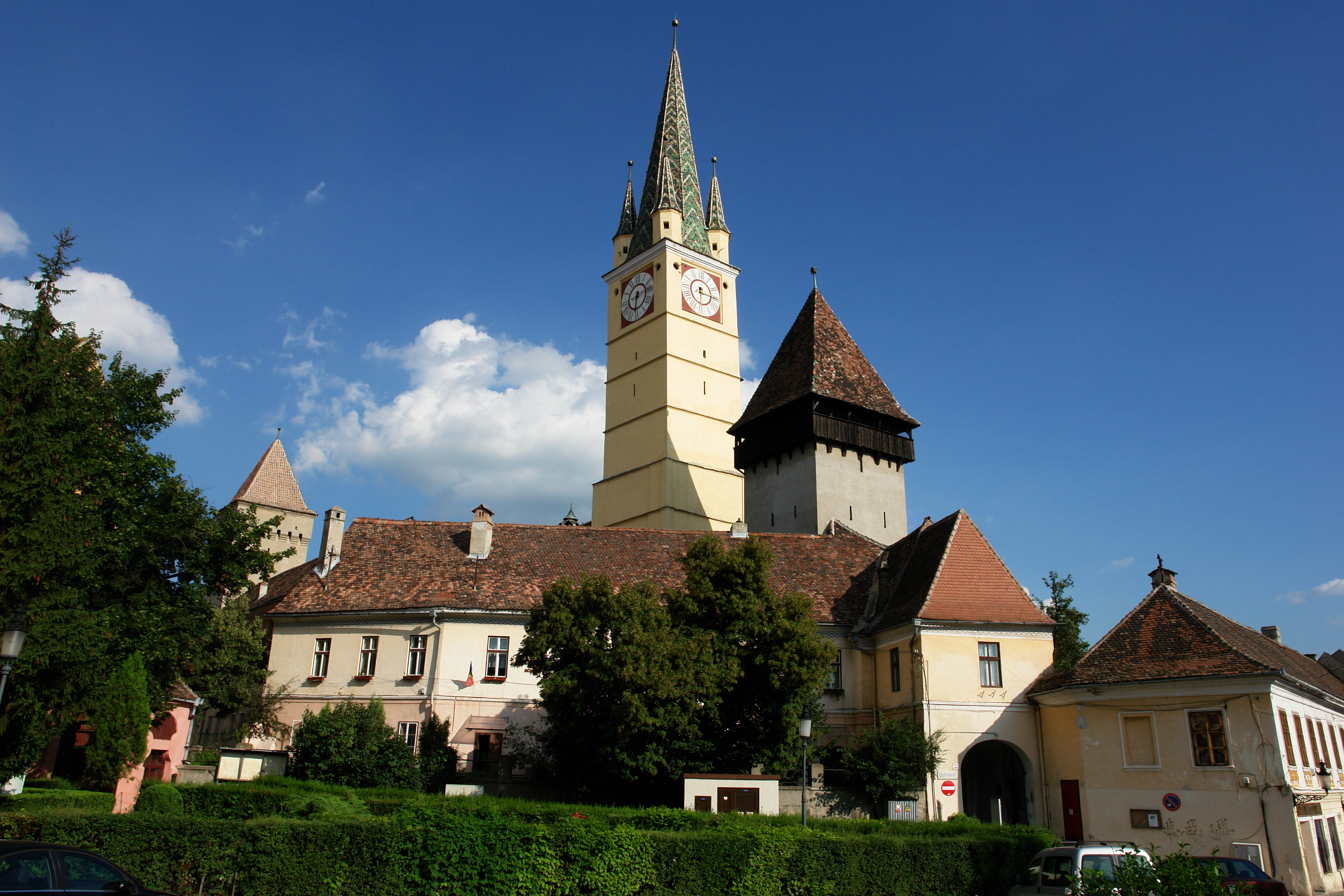
Margarethenkirche, Mediaș
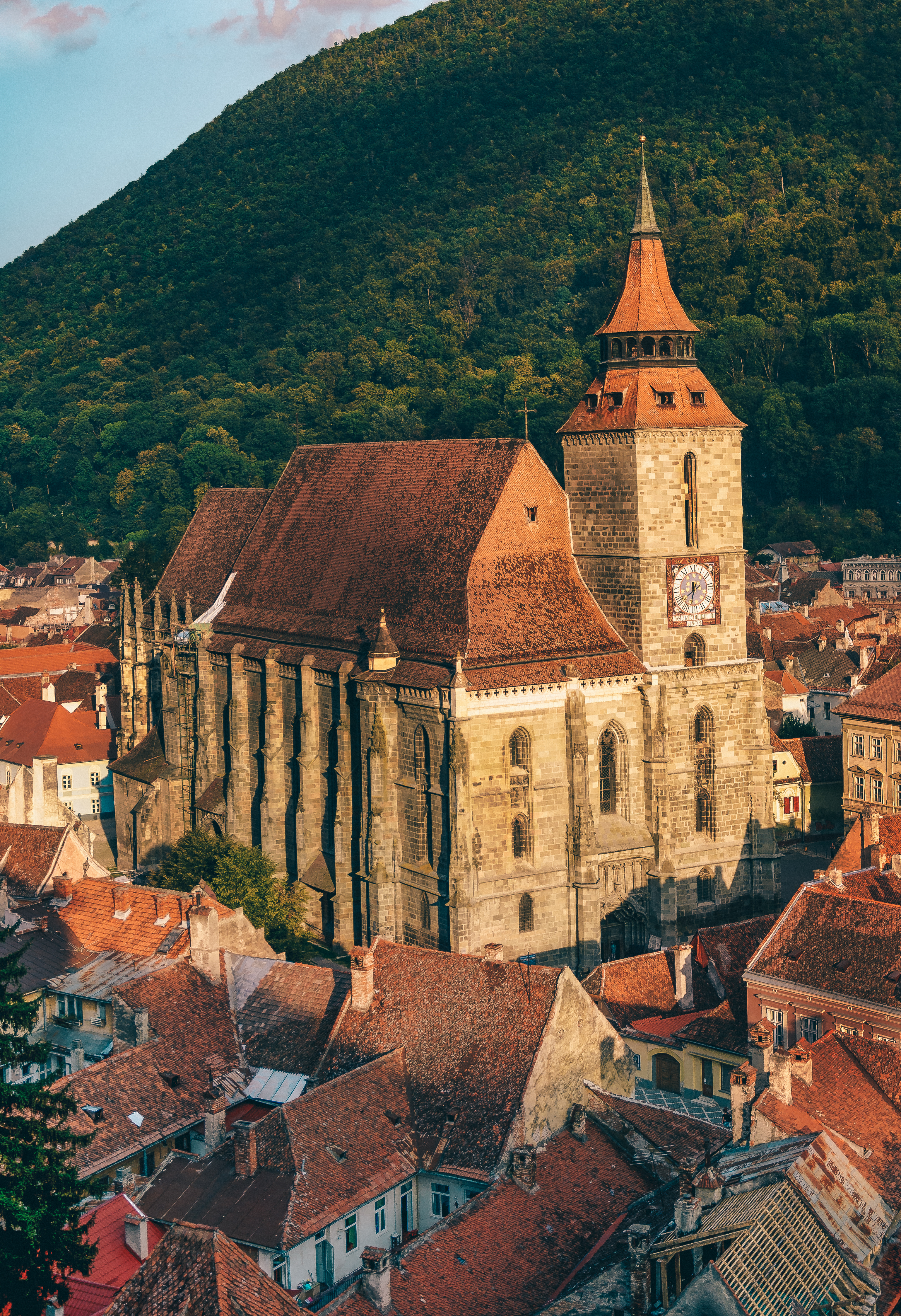
Schwarze Kirche, Kronstadt

## Schriftstellerische Tätigkeit
Fabini befasste sich auch als Autor mit der Architektur Siebenbürgens. Seit 1996 betreibt Fabini den Monumenta-Verlag, in dem vor allem die Reihe Baudenkmäler in Siebenbürgen erscheint. Sie umfasst gegenwärtig 55 Hefte, die fast alle aus der Feder Fabinis stammen. Hauptwerk Fabinis ist der Atlas der siebenbürgisch-sächsischen Kirchenburgen und Dorfkirchen, der in zwei Bänden mit zusammen etwa 1.300 Seiten alle siebenbürgischen Kirchenburgen und Dorfkirchen beschreibt. Der Atlas wird als Standardwerk angesehen und bietet erstmals eine Übersicht über alle nach der Reformation entstandenen Altäre der beschriebenen Kirchenbauten.

## Politische Laufbahn
2000–2004 saß Fabini für die liberale Partidul Național Liberal im Senat (Rumänien). Dort engagierte er sich insbesondere gegen den in Schäßburg geplanten Dracula-Freizeitpark. Ferner beschäftigte er sich mit Fragen der Integration Rumäniens in die Europäische Union.

## Privates
Hermann Fabini ist mit der Pfarrerstochter Alida Schaser verheiratet, mit der er drei Kinder hat. Sein Bruder ist der Schäßburger Künstler Wilhelm Fabini. Mit seiner Frau hat er auch gemeinsame Bücher verfasst.

## Ehrungen
- Europa-Nostra-Preis (1991)
- Europapreis für Denkmalpflege der Alfred Toepfer Stiftung F. V. S. (1996)
- Nationaler Verdienstorden Rumäniens (Ritterstufe) (2000)
- Preis des rumänischen Kulturministeriums für die Restaurierung des Schaser-Luxemburg-Hauses in Hermannstadt (2004)
- Siebenbürgisch-Sächsischer Kulturpreis (2007)

## Deutschsprachige Veröffentlichungen
- mit Alida Fabini: Kirchenburgen in Siebenbürgen. Abbild und Selbstdarstellung siebenbürgisch-sächsischer Dorfgemeinschaften. Koehler und Amelang, Leipzig 1985 / Böhlau, Wien/Köln/Graz 1986, ISBN 3-205-00558-9; 2. Auflage. Koehler und Amelang, Leipzig 1991, ISBN 3-7338-0073-7.
- Gotik in Hermannstadt. Böhlau, Köln/Wien 1989, ISBN 3-412-14088-0 (aus dem Rumänischen übersetzt von Herbert Rudolf und Hermann Fabini)
- Atlas der siebenbürgisch-sächsischen Kirchenburgen und Dorfkirchen, Bd. 1: 3. Auflage 2003; Bd. 2: 1999. Monumenta-Verlag und Arbeitskreis für siebenbürgisch-sächsische Landeskunde, Hermannstadt/Heidelberg 2002 bzw. 1999. ISBN 3-929848-32-5 (Band 1) bzw. 3-929848-15-5 (Band 2)
- mit Alida Fabini: Hermannstadt – Porträt einer Stadt in Siebenbürgen. 3. Auflage. Monumenta-Verlag/Arbeitskreis für siebenbürgische Landeskunde, Hermannstadt/Heidelberg 2003
- Die Siebenbürger Kirchenburgen. Monumenta-Verlag, Hermannstadt 2009, ISBN 978-973-7969-12-5